# Retuerta (Guadalajara)
Retuerta es un despoblado del municipio español de Brihuega, perteneciente a la provincia de Guadalajara, en la comunidad autónoma de Castilla-La Mancha.

## Historia
Hacia mediados del siglo XIX, el lugar aparecía descrito ya como un despoblado a medio camino entre los términos de Balconete y Romancos. Aparece descrito en el decimotercer volumen del Diccionario geográfico-estadístico-histórico de España y sus posesiones de Ultramar de Pascual Madoz con las siguientes palabras:

RETUERTA: desp. en la prov. de Guadalajara, part. jud. de Brihuega: se halla entre los térm. de Balconete y Romancos: es muy moderna su despoblacion, y hace pocos años se conservaban grandes paredones de la igl., y un cubierto en el que se albergaban dos viudas con sus familias, tan indigentes que se mantenian de las limosnas que recogian en los pueblos inmediatos.
(Madoz, 1849, p. 429)